# Anfahren am Berg
Das Anfahren am Berg ist eine alltägliche Situation mit der Handhabung eines Kraftfahrzeuges im Straßenverkehr, die jedoch gerade Fahranfängern oftmals Schwierigkeiten bereitet.
Anfahren am Berg meint dabei das Anfahren bergauf, wie es nicht nur in bergigem Land, sondern auch in Parkhäusern und Tiefgaragen oder an Brücken und Unterführungen auftritt, wenn der Fahrer an der Steigung anhalten muss. Der Begriff Anfahren am Berg hat sich dennoch in den Fahrschulen als Bezeichnung für diesen Umstand etabliert.

## Beschreibung
Steht ein Kraftfahrzeug, das mit einem Schaltgetriebe ausgerüstet ist, mit laufendem Motor, getretener Bremse und getretener Kupplung auf einer Steigung, besteht die Gefahr, dass beim Loslassen der Bremse das Fahrzeug nach unten rollt und dort mit eventuell dahinter wartenden anderen Fahrzeugen oder Personen kollidiert. Die Beherrschung der Anfahrt am Berg ist insofern eine elementar wichtige Technik.

## Technische Umsetzung
Um das Anfahren am Berg zu ermöglichen, zieht der Fahrzeugführer zunächst die Feststellbremse an. Dann wird durch leichten Druck auf das Gaspedal der Motor auf eine Umdrehungszahl von etwa 2000 Umdrehungen pro Minute gebracht. Der Druck auf das Kupplungspedal wird dann in kleinen Schritten vermindert, bis ein Druck- oder Schleifpunkt  zu spüren ist, an dem die Kupplung über das Getriebe eine Verbindung mit dem Motor herstellt. An dieser Stelle wird ein Vibrieren im Fahrzeug spürbar, da der Motor das Fahrzeug bewegen möchte, dieses jedoch durch die angezogene Feststellbremse daran gehindert wird. Bei Fahrzeugen die über die Vorderräder angetrieben werden und die Feststellbremse auf die Hinterräder wirkt, senkt sich durch die Krafteinwirkung des Motors das Fahrzeug im Heck ab.
Zu diesem Zeitpunkt erhöht der Fahrzeugführer in geringem Maße erneut den Druck auf das Gaspedal, anschließend wird die Feststellbremse vollständig gelöst.

## Technische Hilfsmittel
In Verbindung mit elektronischen Feststellbremsen gibt es bei neueren Fahrzeugen auch Bremsassistenten, die das Anfahren am Berg erleichtern. Die Gefahr bei solchen Systemen ist, dass ein Fahrzeugführer auch ungewohnt in Fahrzeugen unterwegs ist, in denen entsprechende elektronische Assistenten nicht vorhanden sind. Entsprechend ist es ratsam, das Anfahren am Berg auch ohne solche Assistenzsysteme zu beherrschen.